# 越骑校尉
越騎校尉，漢代軍隊官名，官秩兩千石，為八校尉之一。始於漢武帝時，至東漢與魏晉南北朝皆有此官，在隋朝時廢止。

## 概論
越騎校尉在漢武帝時設立，統領騎兵。越騎校尉的創立，源自漢朝與南越的戰爭，漢武帝擔心因對外戰爭，使得漢朝王室本身兵力不足，為預防政變，建立新的皇家衛隊。

## 學術考證
對其組成成員，唐朝歷史學家顏師古記錄了兩種說法，一說是由歸附漢朝的南方越人組成，與由匈奴人組成的胡騎相對；另一說法認為是指其成員材力超越，而不是指其出身種族。顏師古認為應是指由越人組成的騎兵隊，劉昭與何焯等，認為越人不擅騎馬，支持第二種說法。